# Tryoniopsis punctata
Tryoniopsis punctata là một loài bọ cánh cứng trong họ Dermestidae. Loài này được Jell miêu tả khoa học năm 2004.